# البحرين في الألعاب البارالمبية
شارك البحرين للمرة الأولى في دورة الألعاب البارالمبية في نفس عام مشاركته في دورة الألعاب الأولمبية الصيفية في عام 1984 في ستك مندويل ومدينة نيويورك بإرسال وفدا للتنافس في ألعاب القوى. شارك البحرين لاحقا في جميع دورات الألعاب البارالمبية الصيفية التالية ولكنه لم يشارك أبدا في دورات الألعاب البارالمبية الشتوية.
فاز المنافسون البحرينيون بما مجموعه تسعة ميداليات للمعوقين وجميعهم في ألعاب القوى: ذهبية واحدة وثلاث فضيات وخمس برونزيات. جاءت المشاركة الافتتاحية للبلاد في دورة الألعاب البارالمبية بالحصول على ميداليتين برونزيتين عندما احتل ك. القطام المركز الثالث في رمي الرمح للرجال (الفئة 5) وحقق عادل سلطان المركز الثالث في سباق 100 متر للرجال (الفئة 5). فاز البحرين بالميدالية الذهبية الأولى (والوحيدة لحد الآن) بعد أربع سنوات بحصول خالد الصقر على ذهبية سباق التعرج للرجال في فئة 1أ. حصل مواطنه علي الحسن على الميدالية البرونزية في نفس السباق في حين حصل عادل سلطان على الميدالية الفضية في سباق 100 متر (الفئتين 5-6). في عام 1992 فاز الصقر بالميدالية الوحيدة للبلاد وكان برونزية في رمي القرص. لم يحصل على ميداليات في عام 1996 ولكن في عام 2000 حصل أيمن الهادي وأحمد كمال على الفضية والبرونزية على التوالي في رمي القرص ودفع الثقل. فضية أحمد مشيمع في دفع الثقل كانت آخر ميدالية يحصل عليها البحرين حتى الآن. فشل البلاد في الحصول على أي ميدالية بوفدها الصغير المكون من ثلاثة رياضيين في عام 2008.
مثلت ثلاث نساء البحرين في الألعاب البارالمبية وهن: م. الخنة وس. محمد في الركض والتعرج في عام 2004 وفاطمة نظام في رمي القرص في عام 2008. بالتالي فإن مشاركة المرأة البحرينية في الألعاب البارالمبية تسبق مشاركتها في الألعاب الأولمبية التي بدأت في عام 2004.